# 科尔塞勒-叙沙沃尔奈
科尔塞勒-叙沙沃尔奈（法語：Corcelles-sur-Chavornay，法語發音：[kɔʁsɛl syʁ ʃavɔʁnɛ]，意为“沙沃尔奈上方的科尔塞勒”）是瑞士联邦西部法语区的沃州的一个旧市镇。在行政上属于沃州北汝拉区管辖。科尔塞勒-叙沙沃尔奈的总面积为5.48平方公里。截至2010年底，总人口为320。
2017年，科尔塞勒-叙沙沃尔奈同市镇埃塞尔-皮泰并入市镇沙沃尔奈。